# 浜名湖ガーデンパーク

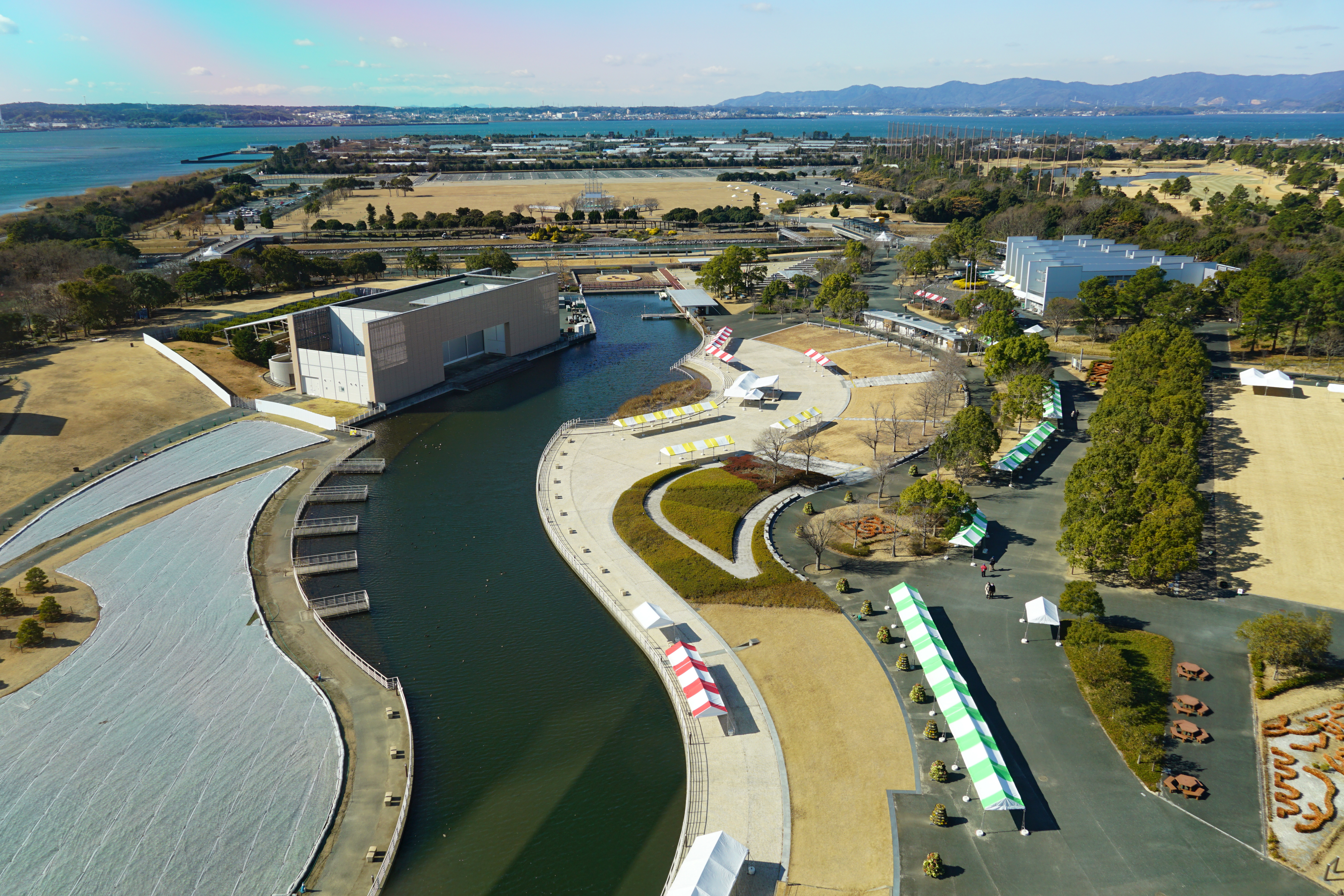
街のエリア、（奥）西側エリア

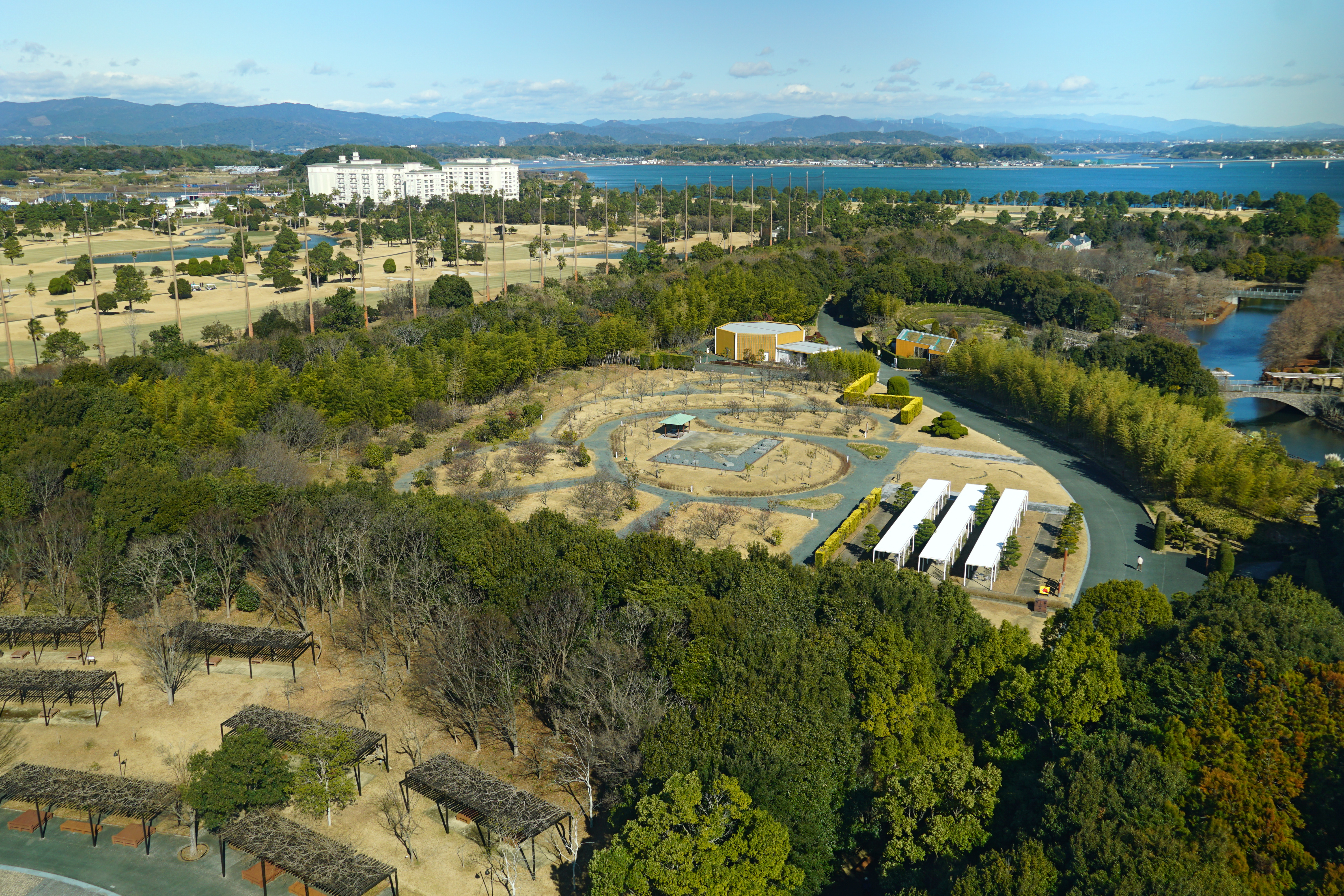
里のエリア

浜名湖ガーデンパーク（はまなこガーデンパーク）は、静岡県浜松市中央区村櫛町5475-1に存在する、静岡県営の大規模公園である。

## 概要
- オープン： 2004年4月8日（2004年4月8日から10月11日までは浜名湖花博の会場として使用されていた。その後一旦クローズ、再整備され、2005年6月5日より現在の形でオープン）
- 面積： 56ヘクタール
- 入場料： 無料 （展望塔[注 1]は有料）
- 指定管理者： 浜名湖えんてつグループ
- 2014年4月5日-6月15日の間「浜名湖花博2014」が開催されるなど、浜名湖花博周年関係イベントが幾度か行われている。詳細は浜名湖花博#関連項目を参照。

## 園内の各エリア

### 西側エリア

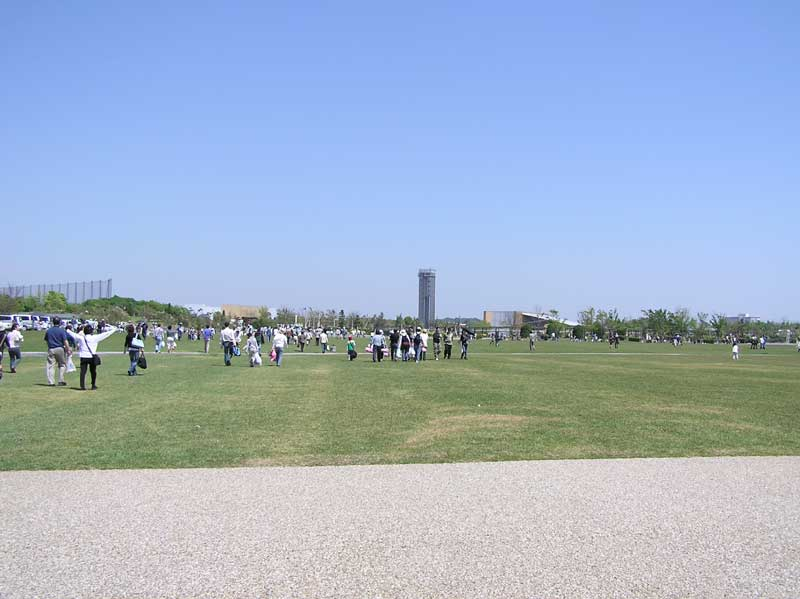
緑地広場
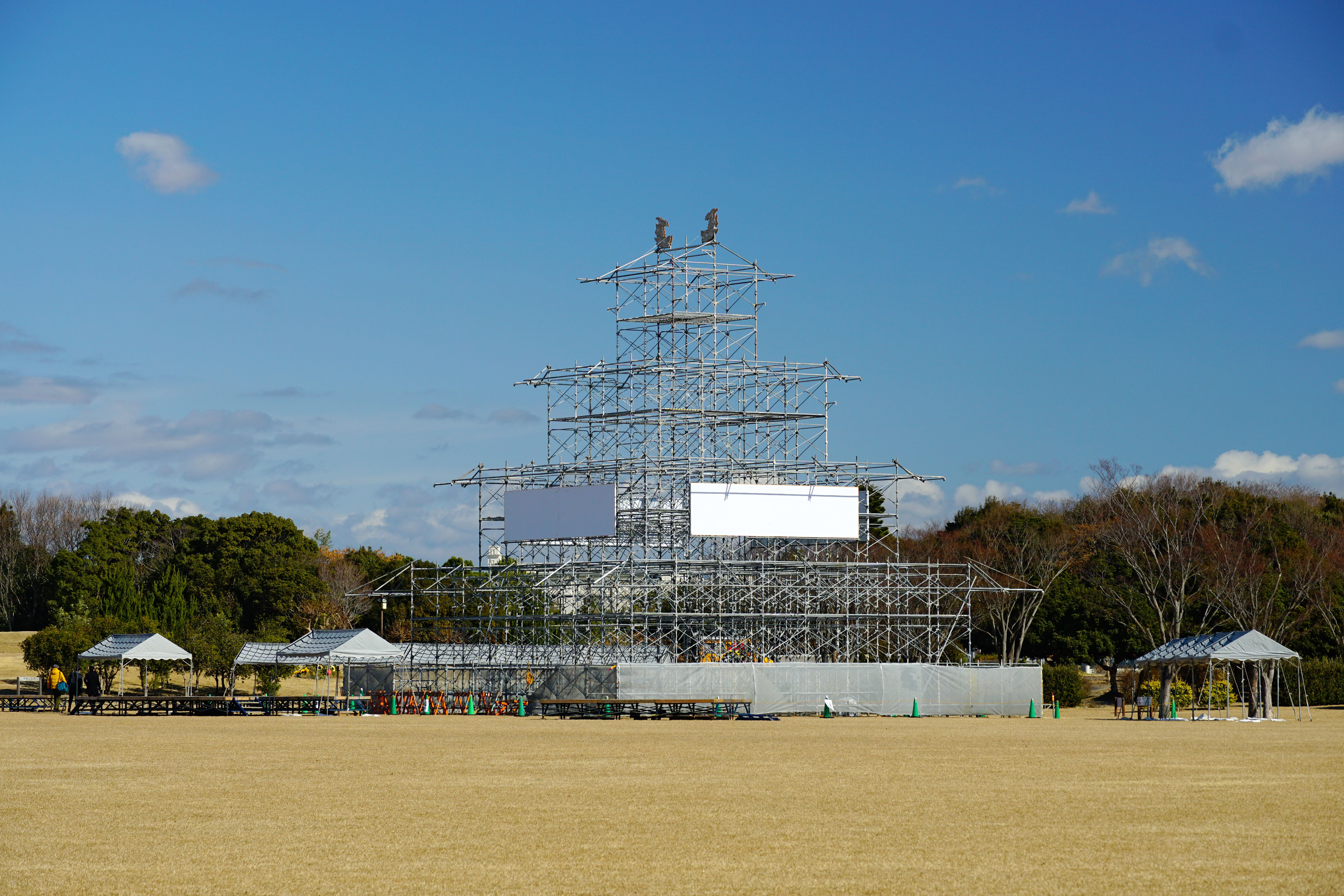
緑地広場

- 見晴らしの丘[注 2]
- ほほえみの森
- 駐車場

- 緑地広場
- 緑地広場

### 街のエリア
浜名湖花博当時は「水の園」
- 虹の滝（現在は節水のため、マンデビラのカーテン）
- 水遊び広場
- こども広場
- 体験学習館[注 3]（管理棟も兼ねる）
- 屋外ステージ
- ふれあい花壇
- ユニバーサルガーデン（車いす利用者が植物と親しめるように配慮されている）
- 中央芝生広場
- 展望塔[注 4]（高さ54m、展望44m、2005年6月5日竣工[1]）
- イベント広場（[注 5]）
- 食事処のたね（2018年7月オープン。パーク内唯一の供食施設[注 6]）
- ガーデンクルーズ（水遊び広場と花の美術館ネの家を結ぶ船）

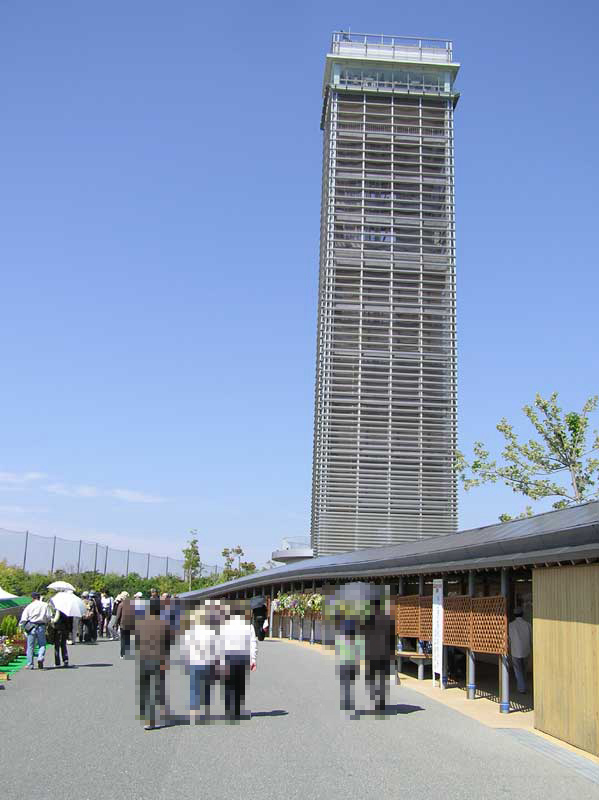
展望塔
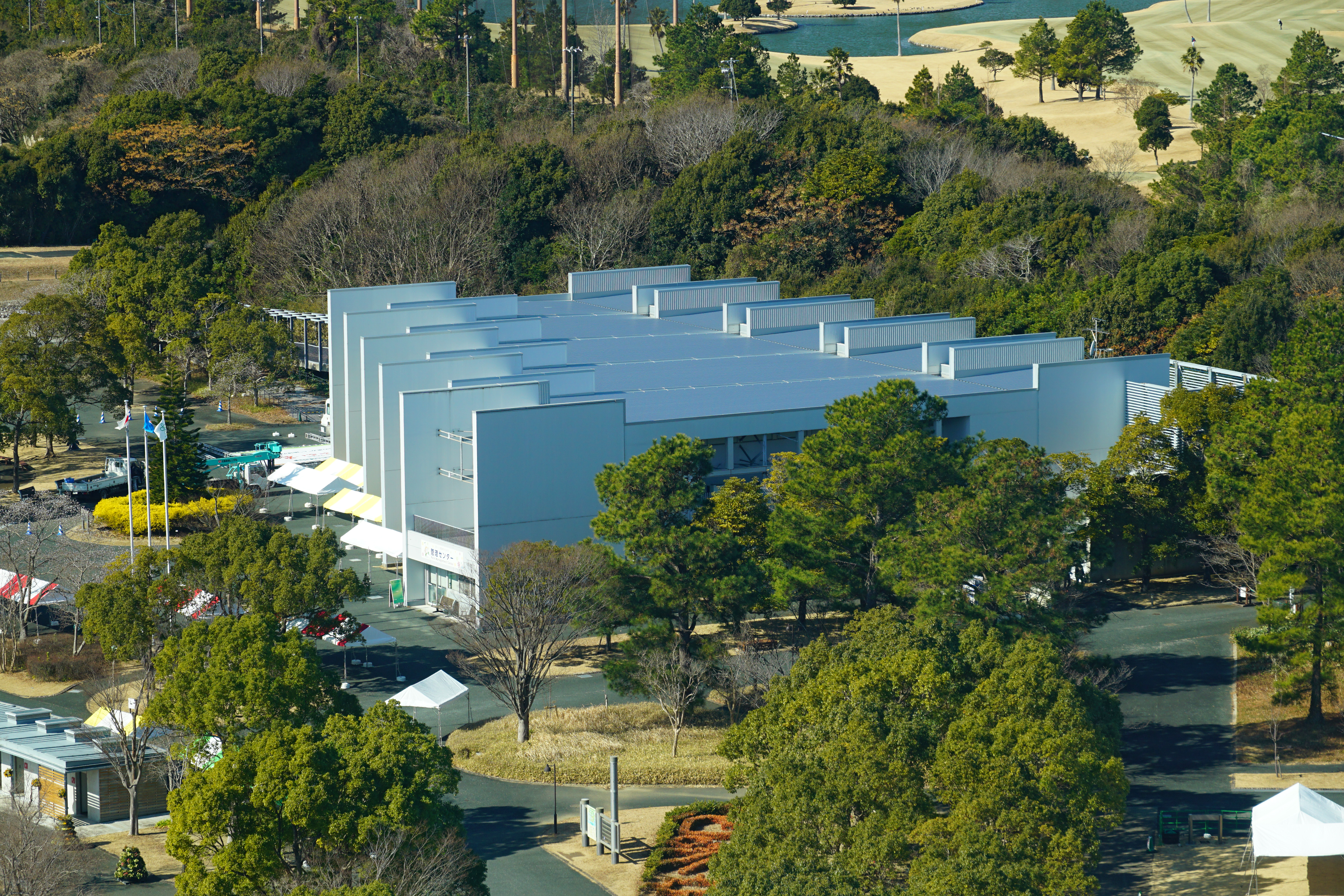
体験学習館
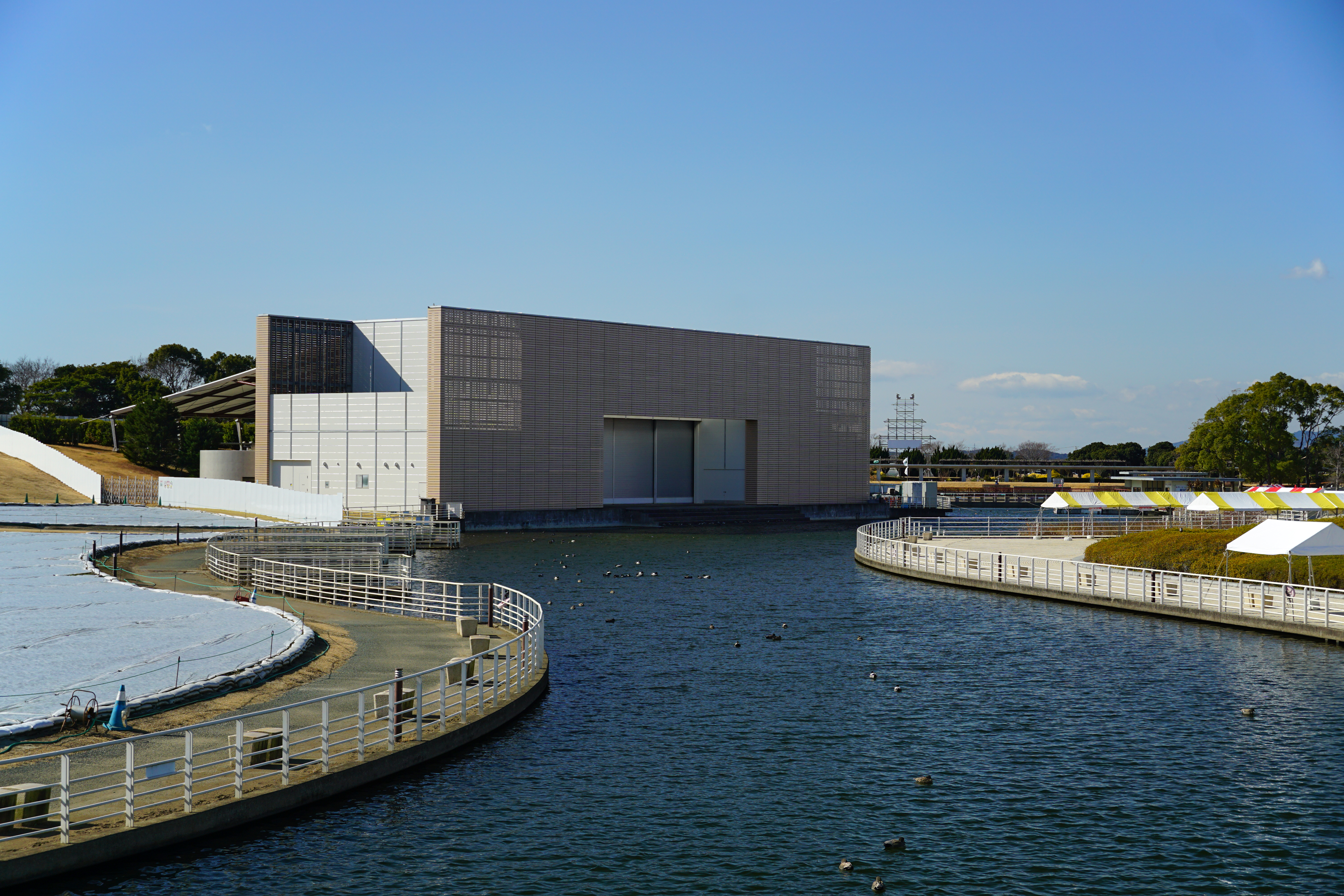
屋外ステージ

### 里のエリア
浜名湖花博当時は「緑の里」
- 国際庭園[注 7]
- 百華園[注 8]
- 花木園
- 浜辺の観察園[注 9]
- 花の美術館[注 10]
- ジャパンフラワーセレクション

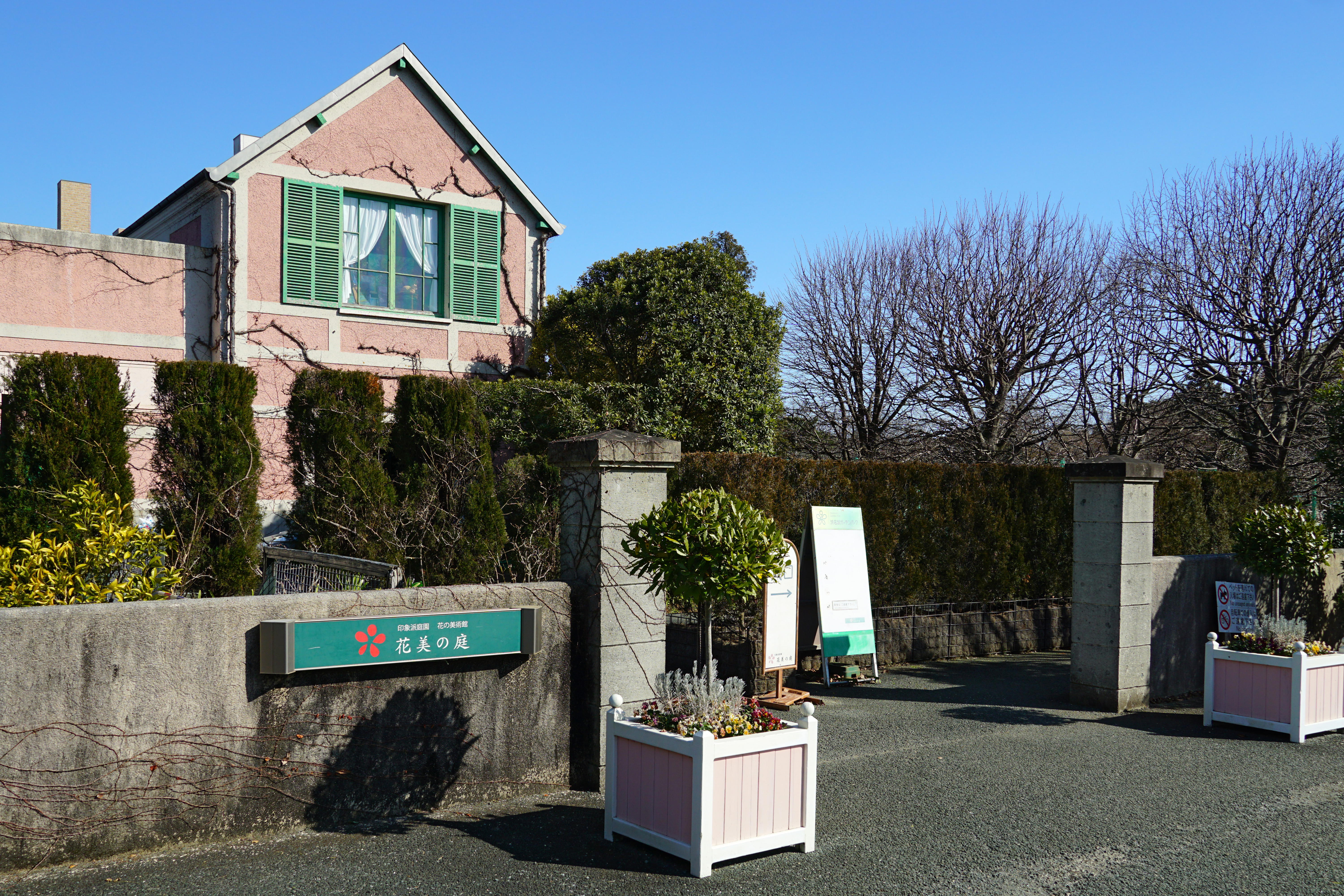
花の美術館
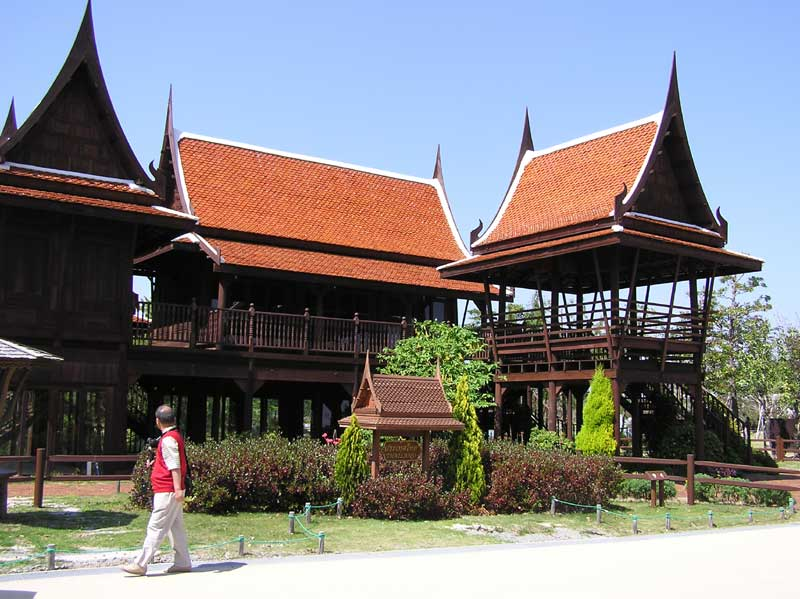
国際庭園「タイの庭」。2013年撤去

### 園内サイクリングロード
浜名湖花博当時のフローラルムーバで使用していた舗装道路の再活用。園内の歩行ルートと遮断されていることから、自転車の通行用に整備されたもの。

## ユニバーサルデザイン
主要な園路は8m、細い園路も3mと幅広。建物への誘導のための点字ブロックを設置した。園路は誰もがスムーズに移動できるように段差をなくし、勾配も4％以下と車椅子や高齢者にやさしい設計。車椅子、ベビーカー等の貸出所も2箇所ある。

## 浜名湖花博の遺産
- 浜名湖花博のキャラクター、のたねやその仲間たちの石像などが園内各所に配置されている。ただし、キャラクターグッズの販売はない。
- 国際庭園の一部の庭や建築物、モネの家など、当初は取り壊す予定だった施設の一部が現在も残されている。
- 花博当時の「昭和天皇記念館」のように、建物は残されているが、名称が一般に案内されていない建物も存在する。
- 閉幕から10年以上経った今でも「花博の跡地」と呼んでいる者が多い。

## アクセス
- 遠鉄バス30舘山寺線「浜名湖ガーデンパーク」停留所から徒歩約10分。（浜松駅バスターミナルから30浜名湖ガーデンパーク行バスで約1時間。）
- 多くの来園者が見込まれる時期に、舞阪駅⇔浜名湖ガーデンパーク間の臨時バスが運行される場合がある。
- 東名高速道路舘山寺SICから車で約15分。

## その他
本家「モネの庭」を所有する「フランス学士院芸術アカデミー」（パリ）が、当パークの「モネの庭」（現在の「花の美術館」）名称使用料として5年ごとに10万ユーロ（約1200万円）などを要求していたため、静岡県は2009年3月15日までに要求を取り下げるよう求めたが、返答がなかった。それにより、「モネの庭」の名称を2009年3月末で使用中止し、4月から「花の美術館」に変更されることとなった。県によると「庭のデザインや建物は今までと全く変わらない」とのこと。